# Ланцея
Ланцея (лат. lancea — копьё) — древнеримское облегчённое копьё до 2,5 м длиной с небольшим листовидным наконечником, используемое как для метания, так и в рукопашном бою. Использовалось не только в коннице, но с I века н. э. и в римской пехоте, взамен тяжёлого пилума, поскольку необходимо было дать пехоте противоконное копьё, имеющее и метательные свойства.
У Арриана в «Диспозиции против аланов» описано, что за строем тяжёлой пехоты с контосами (копья 4-4,5 м), стояли шеренги копьеносцев (гр. лонкофоров) с ланцеями (гр. λόγχας).
Позднее, после кризиса III века, в пехоте вводятся новые образцы копий, взамен пилумов. Метательные копья новых типов (появившихся после реформ Диоклетиана), по Вегецию, — вертуллум, спикуллум и плюмбата. Первые два были метровыми дротиками, а плюмбата — 60-сантиметровым оперённым дротиком со свинцовым утяжелением (2 легиона Диоклетиана из провинции Иллирик имели прозвище Martiobarbuli за владение в совершенстве плюмбатой).
Преторианцев дополнили отряды ланциариев (lanciarii) — телохранителей-копейщиков, в легионах появились аналогичные части для охраны особо важных лиц. Ланцея была табельным оружием, но в помещениях копьём не пользовались, а в выборе дополнительного оружия ланциариев не ограничивали, во времена распада империи подобная гвардия была атрибутом любого важного полководца или, реже, сенатора. В Византии таких солдат стали называть ипаспистами или букеллариями, ланцеей же именовали к тому времени почти любое копьё, не являющееся дротиком или контосом.